# پنتابرمید فسفر
پنتابرمید فسفر (به انگلیسی: Phosphorus pentabromide) با فرمول شیمیایی PBr5 یک ترکیب شیمیایی با شناسه پاب‌کم 62678 است. که جرم مولی آن 430.49 g/mol می‌باشد. شکل ظاهری این ترکیب، جامد زرد است.